# Ankit Gupta
Ankit Gupta (Meerut, Uttar Pradesh; 6 de noviembre de 1988) es un actor de televisión indio más conocido como Parth Kashyap en Sadda Haq, Jatin Roy en Kuch Rang Pyar Ke Aise Bhi, Garv Thakur en Begusarai, Pawan Malhotra en Kundali Bhagya y ahora notablemente como Fateh Singh Virk en Udaariyaan.

## Carrera
Su debut televisivo fue en 2012, como Dr. Abhishek Kumar en la serie de Colors TV Balika Vadhu. El mismo año, fue visto como Nalender Yadav en la película hindi Tutiya Dil. Más tarde, apareció como Parth Kashyap en el programa Sadda Haq de Channel V India. En 2016, interpretó a Garv Thakur en Begusarai. También interpretó a Jatin Roy en Kuch Rang Pyar Ke Aise Bhi.
En 2018, Gupta fue visto como Chegu en Mayavi Maling y al año siguiente hizo varios papeles episódicos en Laal Ishq. En 2020, se vio a Gupta en un papel negativo como Pawan Malhotra en Kundali Bhagya.
Actualmente, se ve a Gupta interpretando al protagonista masculino, Fateh Singh Virk, en la serie de Colors TV Udaariyaan.

## Filmografía

### Películas
| Año  | Título     | Papel          | Ref.  |
| ---- | ---------- | -------------- | ----- |
| 2012 | Tutiya Dil | Nalender Yadav | [ 8 ] |

### Televisión
| Año           | Título                     | Papel              | Notas           | Ref.   |
| ------------- | -------------------------- | ------------------ | --------------- | ------ |
| 2012          | Balika Vadhu               | Dr. Abhishek Kumar | Debut           | [ 9 ]  |
| 2013          | Oye Jassie                 | Rodney Kapoor      | Cameo           | [ 9 ]  |
| 2014–2016     | Sadda Haq                  | Parth Kashyap      |                 | [ 9 ]  |
| 2016          | Begusarai                  | Garv Thakur        |                 | [ 10 ] |
| 2017          | Kuch Rang Pyar Ke Aise Bhi | Jatin Roy          |                 | [ 11 ] |
| 2018          | Mayavi Maling              | Chegu              |                 | [ 10 ] |
| 2019          | Laal Ishq                  | Keshav             | Episodio 132    | [ 12 ] |
| 2019          | Laal Ishq                  | Raghav             | Episodio 138    | [ 12 ] |
| 2019          | Laal Ishq                  | Surya              | Episodio 180    | [ 12 ] |
| 2020–2021     | Kundali Bhagya             | Pawan Malhotra     | Cameo extendido | [ 13 ] |
| 2021-presente | Udaariyaan                 | Fateh Singh Virk   |                 | [ 14 ] |

### Series web
| Año  | Título                          | Papel                  | Ref.   |
| ---- | ------------------------------- | ---------------------- | ------ |
| 2020 | Illegal - Justice, Out Of Order | Neeraj Shekhawat       | [ 15 ] |
| 2021 | Bekaaboo (Temporada 2)          | Shaurya                | [ 16 ] |
| 2021 | Mai Hero Boll Raha Hu           | Inspector Sachin Kadam | [ 17 ] |

### Videos musicales
| Año  | Título        | Cantante    | Discográfica | Ref.   |
| ---- | ------------- | ----------- | ------------ | ------ |
| 2021 | Ladeya Na Kar | Deedar Kaur | Times Music  | [ 18 ] |

## Premios y nominaciones
| Año  | Premio                           | Categoría             | Trabajo    | Resultado | Ref.   |
| ---- | -------------------------------- | --------------------- | ---------- | --------- | ------ |
| 2022 | Indian Television Academy Awards | Popular Actor - Drama | Udaariyaan | Nominado  | [ 19 ] |
| 2022 | Indian Television Academy Awards | Popular Actor - Web   | Bekaaboo   | Nominado  | [ 19 ] |